# Franz Xaver Reike
Franz Xaver Reike (28. července 1871 Komořany – 27. května 1951 Gößweinstein) byl německý římskokatolický kněz, sídelní kanovník a probošt litoměřické kapituly.

## Život

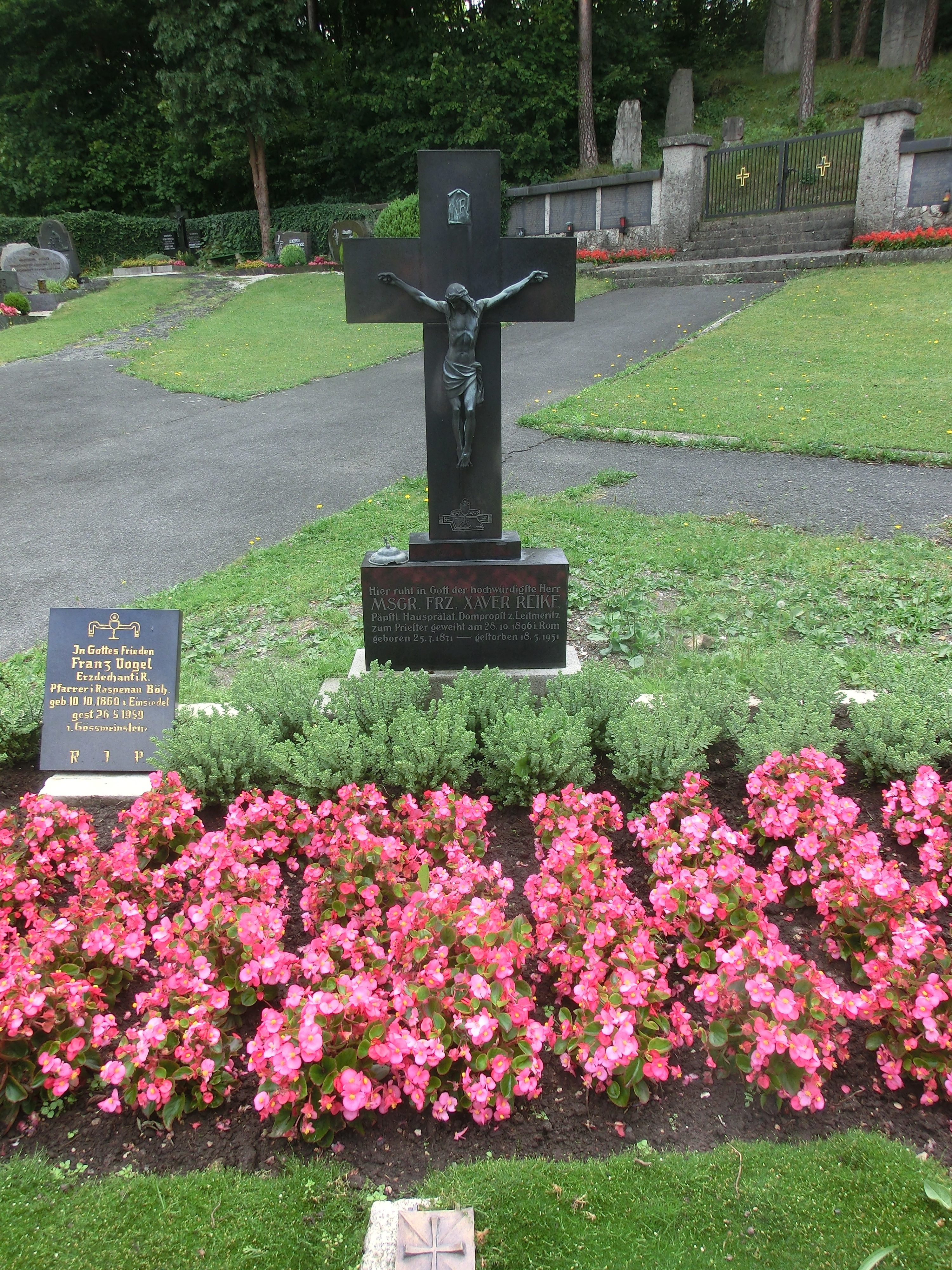
Společný hrob Franze Xavera Reikeho a Franze Vogela na hřbitově v Gößweinstein

Svá teologická studia zakončil ve Vídni v roce 1910 disertační prací na téma Augustin Bartoloměj Hille, biskup litoměřický. Svou disertační práci pak publikoval v tisku.
Poté byl 28. října 1896 vysvěcen na kněze pro litoměřickou diecézi.
V letech 1905–1914 byl spirituálem litoměřického kněžského semináře.
Dne 1. dubna 1913 byl ustanoven sídelním kanovníkem litoměřické kapituly s kanonikátem königseggovským II. V letech 1930–1951 byl proboštem litoměřické kapituly a zároveň kanovníkem penitenciářem. Po skončení II. světové války byl zařazen do odsunu a v květnu 1946 odsunut. Za svou duchovní práci získal jako ocenění titul Tajný papežský komoří a posléze Papežský prelát. Zemřel 27. května 1951 v Gößweinsteinu, kde byl také na místním hřbitově pochován do společného hrobu s bývalým raspenavským farářem Franzem Vogelem.

## Bibiliografie
- Augustinus Bartholomäus Hille: Bischof von Leitmeritz, A. Opitz Nachfolger, 1910